# ビタミンSUMMER!/Chance Day, Chance Way!
- ラブライブ! > ラブライブ!スーパースター!! > Liella! > ビタミンSUMMER!/Chance Day, Chance Way!

「ビタミンSUMMER!/Chance Day, Chance Way!」（ビタミンサマー チャンスデイチャンスウェイ）は、Liella!の10枚目のシングル。2022年9月21日にLantisから発売された。

## 概要

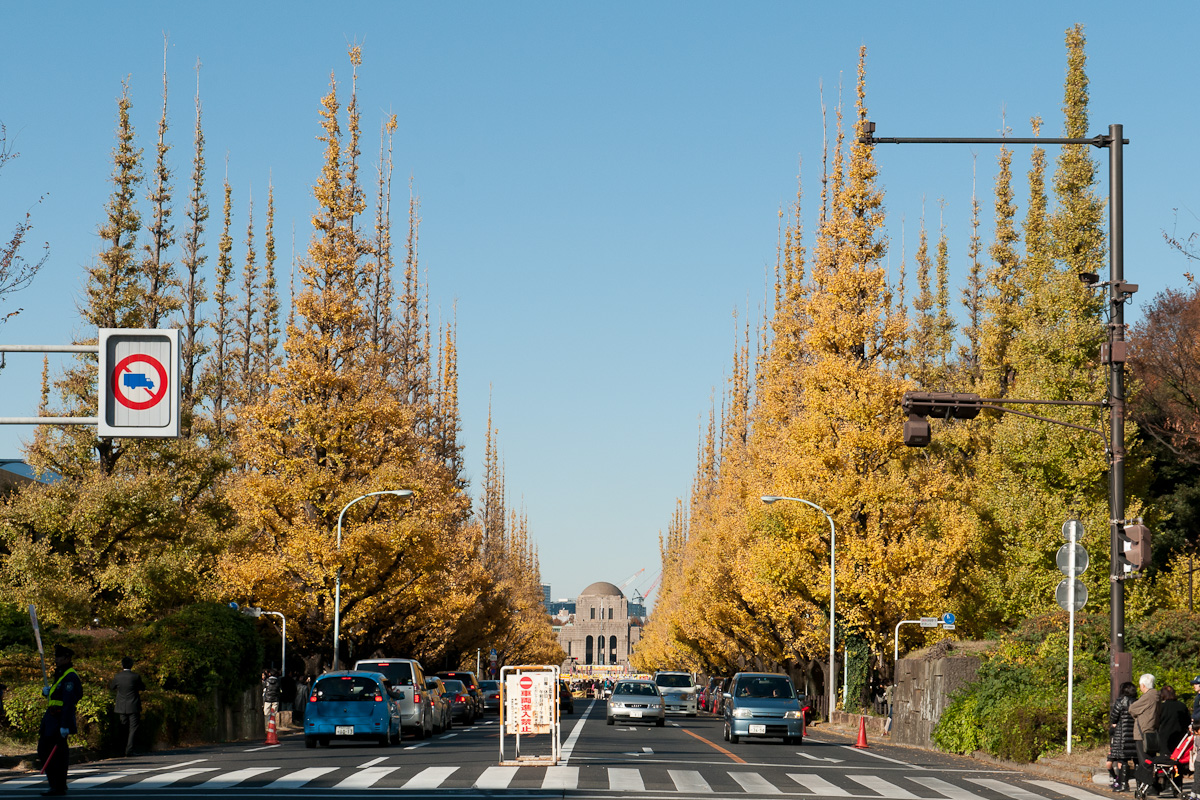
「Chance Day, Chance Way!」の舞台となったイチョウ並木

前作「Welcome to 僕らのセカイ/Go!! リスタート」から1ヶ月ぶりのシングル。アニメ第2期シングル第4弾。
表題曲「ビタミンSUMMER!」は、テレビアニメ『ラブライブ!スーパースター!!』の第2期第6話の劇中歌として使用された。鬼塚夏美のセンター曲で、アニメ2期では唯一の2期生がセンターを務める曲となっている。劇中では初めて9人で披露した曲で、初めて5人が揃った1期と同様に学園祭のステージで披露された。夏美のイメージに合わせたキャッチーな楽曲となっており、ヒゲドライバーが楽曲提供したことで話題となった。また、2022年12月14日にフジテレビ系列で放送された『2022 FNS歌謡祭 第2夜』でテレビ初披露した。その後、4thライブで3期生が加わった11人バージョンが披露された。
もうひとつの表題曲「Chance Day, Chance Way!」は、テレビアニメ『ラブライブ!スーパースター!!』の第2期第8話の挿入歌として使用された。センターは澁谷かのん。この回のテーマとなった「道」をイメージした楽曲で、学校が立つ場所の道が重なり合う所としてかのんが選んだ明治神宮外苑のイチョウ並木で披露された。楽曲はお祭りを全面に押し出した曲となっており、バックには巨大な神輿が登場する。また、葉月恋の髪型が異なるほか、6thライブ現在、アニメ2期曲では唯一ライブで衣装再現がなされていない曲となっている。
CDは「第6話盤」「第8話盤」でカップリング曲、封入されているジャケットシールが異なる。また、初回限定特典として、3rdライブ『Liella! 3rd LoveLive! Tour ～WE WILL!!～』愛知公演のチケット先行抽選申込券が封入される。

## アートワーク
| 第6話盤 | 鬼塚夏美・澁谷かのん・嵐千砂都                                 |
| 第8話盤 | 若菜四季・米女メイ・桜小路きな子・唐可可・平安名すみれ・葉月恋 |

## チャート実績
2022年9月20日付のオリコンデイリーランキングでは4位にランクインし、翌日の9月21日付には3位、さらに翌日の9月22日付には2位に浮上した。2021年10月3日付オリコン週間シングルランキングでは初動1.8万枚を売り上げ初登場5位にランクイン。

## 収録曲
- 全作詞：宮嶋淳子

### 第6話盤
1. ビタミンSUMMER!
  - 作曲・編曲：ヒゲドライバー
  - TVアニメ「ラブライブ！スーパースター!!」第2期第6話挿入歌
2. Chance Day, Chance Way!
  - 作曲・編曲：津波幸平
  - TVアニメ「ラブライブ！スーパースター!!」第2期第8話挿入歌
3. ユートピアマジック
  - 作曲：Aira、編曲：EFFY
4. ビタミンSUMMER!（Off Vocal）
5. Chance Day, Chance Way!（Off Vocal）
6. ユートピアマジック（Off Vocal）

### 第8話盤
1. ビタミンSUMMER!
  - 作曲・編曲：ヒゲドライバー
  - TVアニメ「ラブライブ！スーパースター!!」第2期第6話挿入歌
2. Chance Day, Chance Way!
  - 作曲・編曲：津波幸平
  - TVアニメ「ラブライブ！スーパースター!!」第2期第8話挿入歌
3. POP TALKING
  - 作曲：YOU for YUU、Giz Mo’(from Jam9)、編曲：YOU for YUU
4. ビタミンSUMMER!（Off Vocal）
5. Chance Day, Chance Way!（Off Vocal）
6. POP TALKING（Off Vocal）